# Kjeld Kirk Kristiansen

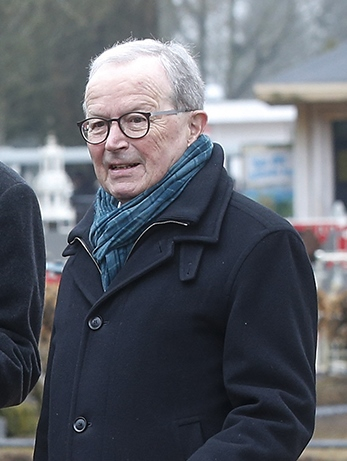
Kjeld Kirk Kristiansen in 2018

Kjeld Kirk Kristiansen (Billund, 27 december 1947) is een voormalig Chief Executive Officer van de LEGO Group. Hij had deze positie van 1979 tot 2004.
Kjeld werd geboren op 27 december 1947 in Billund, Denemarken. Zijn vader, Godtfred Kirk Christiansen had met zijn opa, Ole Kirk Christiansen, gewerkt, de bedenker van LEGO. Kjeld testte vaak nieuwe modellen en bijbehorende instructies. Hij verscheen ook op veel van de verpakkingen. In 1979 werd hij CEO van de LEGO Group, totdat hij in 2004 deze functie neerlegde en doorging als vice-directeur en hoofdaandeelhouder. Hij werd opgevolgd door Jørgen Vig Knudstorp.